# Tetraulax albofasciatus
Tetraulax albofasciatus  es una especie de escarabajo de la familia Cerambycidae. Fue descrita por Stephan von Breuning en 1935. Se encuentra en Camerún.